# Château d'Elegem
Le château d'Elegem est un château disparu de la commune belge de Dilbeek dans la province du Brabant flamand.
Construit par Robert de Viron au début du XXe siècle, il est détruit en 1967. Le domaine du château incluait un parc paysager aménagé autour d'une ancienne carrière.